# Ilok (obwód kurski)
Ilok (ros. Илёк) – wieś (ros. село, trb. sieło) w zachodniej Rosji, centrum administracyjne sielsowietu ilkowskiego rejonu biełowskiego w obwodzie kurskim.

## Geografia
Wieś położona jest nad rzeką Ilok (lewy dopływ Psioła), 15 km od centrum administracyjnego Biełaja i 97 km od Kurska.
Ulice wsi to (stan na rok 2020):  Gorowaja, Gusinowka, Zamostje, Zajaruszka, Klejmienowka, Kosogor, Kośkowszczina, Kuliga, Mołodiożnaja, Płan, Szokoład.

## Demografia
W 2010 r. miejscowość zamieszkiwało 547 osób.

## Zabytki
- Cerkiew Wstawiennictwa Najświętszej Bogurodzicy (1882)[2]